# Aqib Talib
Aqib Talib (nacido el 13 de febrero de 1986) es un exjugador profesional de fútbol americano estadounidense que jugó en la posición de cornerback en la National Football League (NFL).

## Biografía
Talib nació en Cleveland, Ohio, hijo de Theodore y Donna Henry. Él asistió a Berkner High School en Richardson, Texas, donde practicó fútbol americano, baloncesto y atletismo.
Tras esto, Talib recibió becas de Kansas State, Wyoming, Tulsa, Arizona, Baylor y Kansas, decantándose por esta última.

## Primeros años y educación
Aqib Talib nació en Cleveland, Ohio, de padres Theodore Henry y Okolo Talib en un hogar musulmán. Talib es el menor de cuatro hermanos; tiene dos hermanas mayores, Saran y Kai, y un hermano mayor, Yaqub. Como el menor de cuatro hijos, fue llamado Aqib, que significa "el último" en árabe. Su apellido, Talib, significa "estudiante". Los padres de Aqib se divorciaron cuando era joven, y pasó gran parte de su infancia entre Ohio y Nueva Jersey. Cuando Talib estaba en octavo grado, su madre se mudó a Richardson, Texas, con él y su hermano mayor. 
Talib asistió a la Berkner High School en Richardson, Texas, y destacó en fútbol, baloncesto y atletismo. En fútbol, como estudiante de último año, fue nombrado Defensor del Año de Berkner High School, obteniendo honores de primer equipo en el distrito y en la ciudad. En atletismo, fue miembro de los equipos de relevos 4 × 100m (43.05) y 4 × 200m (1:32.77).
Como prospecto de fútbol universitario durante su último año, Talib fue calificado como un recluta de dos estrellas por Rivals.com. Fue reclutado por Kansas, Wyoming, Tulsa, Arizona, Kansas State y Baylor. Optó por firmar una Carta Nacional de Intención para jugar en Kansas. 

## Vida personal
El 26 de marzo de 2016, Talib se casó con su novia de más de siete años, Gypsy Benitez, en una ceremonia fuera de Dallas, Texas. Compañeros de equipo de los Denver Broncos y New England Patriots asistieron, aunque los Broncos habían derrotado a los Patriots en el Campeonato de la AFC menos de tres meses antes. La pareja tiene dos hijos juntos. Su hijo se llama Jabril y es el menor, y su hija se llama Kiara, la mayor de una relación anterior durante la universidad. 
Talib menciona a Michael Irvin y Deion Sanders como sus jugadores favoritos de la infancia.

## Carrera

### Tampa Bay Buccaneers
Talib fue seleccionado por los Tampa Bay Buccaneers en la primera ronda (puesto 20) del draft de 2008.
Talib fue suspendido por la NFL el 13 de octubre de 2012 con cuatro partidos por violar las políticas de la liga.

### New England Patriots
Los Buccaneers lo cambiaron a los New England Patriots junto con la séptima ronda del draft de 2013, por la cuarta ronda de los Patriots el 1 de noviembre.
El 16 de marzo de 2013, Talib firmó un año con los Patriots. Con ellos, Talib fue seleccionado para el Pro Bowl de 2013 e incluido en el Segundo Equipo All-Pro.

### Denver Broncos
El 11 de marzo de 2014, Talib firmó un contrato de seis años por un valor de $57 millones, que incluían $26 millones garantizados con los Denver Broncos.
Con los Broncos, Talib consiguió dos títulos de división consecutivos, un campeonato de la AFC y llegó hasta el Super Bowl 50, donde los Broncos ganaron a los Carolina Panthers por 24-10. Además, fue seleccionado a cuatro Pro Bowls consecutivos (2014, 2015, 2016 y 2017).

### Los Angeles Rams
El 8 de marzo de 2018, Talib fue traspasado a los Rams a cambio de una quinta ronda del draft de 2018.

### Miami Dolphins
El 29 de octubre de 2019, Talib fue canjeado, junto con una selección de quinta ronda, a los Miami Dolphins por una selección de séptima ronda de 2022, reuniendo a Talib con exentrenadores de los Patriots, incluido el entrenador en jefe Brian Flores y el entrenador de receptores Chad O'Shea. Debido a que estaba en la lista de reservas lesionados, Talib no jugó para los Dolphins antes de convertirse en agente libre al final de la temporada.
El 9 de septiembre de 2020, Talib anunció su retiro. Había rechazado una oferta para regresar a los Patriots, diciendo que ya no tenía ganas de jugar al fútbol.

## Problemas legales
Talib tuvo varios problemas relacionados con su conducta durante su carrera en la NFL. En el simposio de novatos de la NFL en julio de 2008, Talib estuvo involucrado en una pelea a puñetazos con el novato de los Buccaneers, Cory Boyd. En la madrugada del 5 de junio de 2016, Talib afirmó haber sido tiroteado en la pierna fuera de un club nocturno en Dallas. Fue dado de alta del hospital el mismo día. Más tarde se reveló que Talib había falsificado el informe, ya que se disparó a sí mismo en la pierna y mintió a la policía, y que, estando ebrio, nunca estuvo en el club nocturno en cuestión. El 20 de agosto de 2009, Talib supuestamente agredió a un taxista y fue arrestado por la Patrulla de Carreteras de Florida, acusado de resistencia al arresto sin violencia y agresión simple.
En marzo de 2011, la policía de Garland, Texas, emitió una orden de arresto por felonía contra Talib por agresión agravada con un arma mortal después de que fue acusado de disparar un arma a la pareja de su hermana. Más tarde fue liberado bajo fianza de $25,000. Talib fue acusado formalmente del cargo en mayo de 2011. El 18 de junio de 2012, los cargos fueron retirados debido a pruebas insuficientes y preocupaciones sobre la credibilidad del acusador. 
En agosto de 2022, el hermano de Talib, Yaqub Talib, fue buscado por la policía en Lancaster, Texas, por una orden de arresto por asesinato después de huir del tiroteo fatal del entrenador de fútbol juvenil Michael Hickmon. Se entregó a las autoridades dos días después y fue condenado a 37 años de prisión. El personal y los oficiales del cuerpo técnico de fútbol juvenil tuvieron un desacuerdo que se volvió físico, resultando en que Yaqub disparara a Hickmon. Testigos dijeron que Aqib Talib había iniciado la pelea que llevó al tiroteo fatal de Hickmon. 

## Estadísticas

### Temporada regular
|  | Seleccionado al Pro Bowl |

| Año   | Equipo | Juegos | Juegos | Tacleadas | Tacleadas | Tacleadas | Tacleadas | Intercepciones | Intercepciones | Intercepciones | Intercepciones | Intercepciones | Intercepciones | Balones sueltos | Balones sueltos | Balones sueltos | Balones sueltos |
| Año   | Equipo | GP     | GS     | Comb      | Total     | Ast       | Sck       | PDef           | Int            | Yds            | Avg            | Lng            | TDs            | FF              | FR              | Yds             | TDs             |
| ----- | ------ | ------ | ------ | --------- | --------- | --------- | --------- | -------------- | -------------- | -------------- | -------------- | -------------- | -------------- | --------------- | --------------- | --------------- | --------------- |
| 2008  | TB     | 15     | 2      | 23        | 17        | 6         | 0.0       | 9              | 4              | 32             | 8.0            | 19             | 0              | 0               | 0               | --              | --              |
| 2009  | TB     | 15     | 15     | 64        | 56        | 8         | 0.0       | 15             | 5              | 99             | 19.8           | 32             | 0              | 0               | 1               | -5              | 0               |
| 2010  | TB     | 11     | 11     | 40        | 39        | 1         | 0.0       | 11             | 6              | 91             | 15.2           | 45             | 1              | 0               | 0               | --              | --              |
| 2011  | TB     | 13     | 13     | 34        | 31        | 3         | 0.0       | 11             | 2              | 55             | 27.5           | 28             | 2              | 1               | 0               | --              | --              |
| 2012  | TB     | 4      | 4      | 21        | 20        | 1         | 0.0       | 8              | 1              | 0              | 0.0            | 0              | 0              | 0               | 0               | --              | --              |
| 2012  | NE     | 6      | 5      | 19        | 13        | 6         | 0.0       | 2              | 1              | 59             | 59.0           | 59             | 1              | 0               | 1               | 0               | 0               |
| 2013  | NE     | 13     | 13     | 41        | 35        | 6         | 0.0       | 14             | 4              | 12             | 3.0            | 14             | 0              | 1               | 1               | 0               | 0               |
| 2014  | DEN    | 15     | 15     | 64        | 55        | 9         | 1.0       | 16             | 4              | 62             | 15.5           | 33             | 2              | 1               | 0               | --              | --              |
| 2015  | DEN    | 15     | 15     | 39        | 6         | 1         | 0.0       | 13             | 3              | 123            | 41.0           | 63             | 2              | 0               | 0               | --              | --              |
| 2016  | DEN    | 13     | 13     | 43        | 32        | 11        | 0.0       | 12             | 3              | 86             | 28.7           | 46             | 1              | 0               | 0               | --              | --              |
| 2017  | DEN    | 15     | 15     | 31        | 23        | 8         | 0.0       | 7              | 1              | 103            | 103.0          | 103            | 1              | 1               | 0               | --              | --              |
| 2018  | LAR    | 8      | 8      | 23        | 18        | 5         | 0.0       | 5              | 1              | 30             | 30.0           | 30             | 0              | 1               | 1               | 47              | 0               |
| 2019  | LAR    | 5      | 5      | 14        | 7         | 7         | 0.0       | 2              | --             | --             | --             | --             | --             | 0               | 0               | --              | --              |
| Total | Total  | 148    | 134    | 462       | 385       | 77        | 1.0       | 125            | 35             | 752            | 21.5           | 103            | 10             | 5               | 4               | 42              | 0               |

Fuente: Pro-Football-Reference.com

## Vida personal
En la madrugada del 5 de junio de 2016, Talib recibió un disparo en la pierna fuera de un club nocturno de Dallas. Fue dado de alta el mismo día.